# Kay van Dijk
Kay van Dijk (ur. 25 czerwca 1984 roku w Oosterbeek) – holenderski siatkarz, grający na pozycji atakującego. W reprezentacji Holandii rozegrał 180 meczów. 

## Sukcesy klubowe
Superpuchar Holandii:
- 2004

Mistrzostwo Belgii:
- 2008
- 2006, 2007

Superpuchar Belgii:
- 2006

Puchar Belgii:
- 2007, 2008

Puchar CEV:
- 2008

Puchar Słowenii:
- 2011

MEVZA:
- 2011

Mistrzostwo Słowenii:
- 2011

Puchar Mistrza:
- 2018

## Sukcesy reprezentacyjne
Liga Europejska:
- 2008

## Nagrody indywidualne
- 2005: Najlepszy punktujący i atakujący Pucharu Top Teams